# The Boomerang (film fra 1919)
The Boomerang er en amerikansk stumfilm fra 1919 af Bertram Bracken.

## Medvirkende
- Henry B. Walthall - George Gray
- Melbourne MacDowell - Peter Cameron
- Nina Byron - Rose Cameron
- Richard Johnson - Lonnie Cameron
- Richard Norris - Maximillian Gray
- Helen Jerome Eddy - Nora Yorke
- Jack McDonald - Napoleon Snape
- Nigel De Brulier - Antonion Giannone
- Beulah Booker - Marie Giannone
- Gordon Sackville - Montgomery
- Maryland Morne - Ann Montgomery
- Lloyd Whitlock - Walter Ames
- William Ryno - Daniel Nathaniel
- Bert Appling - Jim Hardy